# Can Girona (MACOSA)
Can Girona (MACOSA) era una fàbrica metal·lúrgica situada al Poblenou de Barcelona. Del complex fabril només en queda la Torre de les Aigües del Besòs i la xemeneia, catalogada com a bé cultural d'interès local.

## Història
Els germans Ignasi i Casimir Girona i Agrafel formaven part d'una de les famílies més rellevants del segle xix. El primer havia participat en la fundació del Banc de Barcelona i tots dos van impulsar una gran foneria, la de la Mare de Déu del Remei, nascuda el 1862 amb la compra d'una de més petita ja existent des de cinc anys abans, en un extrem de Sant Martí de Provençals, al final del carrer del Taulat. La raó del nom es devia a una propietat rural dels Girona, el castell del Remei, a la Noguera. La fàbrica, aviat coneguda com a Can Girona, era una foneria de segona fusió, perquè no tenia alts forns, i s'hi van construir els primers carrils ferroviaris de Catalunya.
El 1881, l'empresa familiar es va transformar en Materiales para Ferrocarriles y Construcciones SA, però els Girona van seguir tenint-ne el control. Es va especialitzar en la construcció de vagons, fins al punt que l'any 1897, quan Sant Martí va ser agregat a Barcelona, en van fer un miler. Finalment, el 1907 van disposar d'un alt forn propi, i el 1928 en van afegir un altre. En aquells moments, l'empresa donava feina a 2.600 obrers i ocupava 18 hectàrees.
El 1947, Can Girona es va fusionar amb Construccions Devis SA, amb fàbriques a València i a Alcázar de San Juan. La societat resultant prengué la denominació de Materials i Construccions SA (MACOSA), i va entrar en l'òrbita del Banc Central, i el 1989 es va fusionar amb la Maquinista Terrestre i Marítima i la francesa GEC-Alstom. Les naus, que ocupaven uns 164.000 m², van ser venudes el 1991 i en una part dels terrenys s'aixecà el polígon conegut com a Diagonal Mar.
Can Girona va inspirar una novel·la de records ambientada a la dècada de 1920, Can Girona. Por el desván de los recuerdos, de l'escriptor Josep Ramon Arana.

## Descripció
La xemeneia s'ubica al carrer de Llull, encaixada entre dos blocs de pisos. Està feta amb formigó i amb 65,30 m d'alçada és la més alta de Barcelona. Té planta decagonal i va disminuint el seu perímetre a mesura que guanya alçada. Les arestes estan marcades per unes motllures semicirculars a mode de columnes adossades. Uns metres abans del final de la xemeneia hi ha una anella doble i finalment està coronada per tres peces circulars que van augmentant de diàmetre i la superior és més ample que les dues inferiors. El sistema constructiu és el denominat monnoyer, que fa servir peces prefabricades de formigó lleugerament armat i de dimensions variables que s'encaixen entre si.